# Landkreis Lüneburg
Landkreis Lüneburg er en Landkreis i den nordøstlige del af den tyske delstat Niedersachsen med administrationen beliggende i byen Lüneburg. Den grænser mod vest til Landkreis Harburg, mod nor til den Slesvig-Holstenske Kreis Herzogtum Lauenburg mod nor og øst til Landkreis Ludwigslust-Parchim i Mecklenburg-Vorpommern, og mod syd liger landkreisene Lüchow-Dannenberg, Uelzen og Heidekreis. Landkreis Lüneburg er en del af Metropolregion Hamburg.

## Geografi
Landkreis Lüneburg ligger syd for Hamburg mellem Elbdalen og Lüneburger Heide. Elben løber gennem området og adskiller Amt Neuhaus og en del af Bleckede fra resten af Kreisområdet.

## Byer og kommuner
Landkreisen havde 183372  indbyggere pr.  2018-12-31

Indbyggertal pr. 31. december 2012
| Enhedskommuner - 1. Adendorf (10754) - 2. Amt Neuhaus [Sitz: Neuhaus/Elbe] (5005) - 3. Bleckede, Stadt (9457) - 4. Lüneburg, administrationsby og Hansestadt (75351) |

Samtgemeinden med deres kommuner 
* angiver administrationsby
| - 1. Samtgemeinde Amelinghausen (8353) 1. Amelinghausen * (4030) 2. Betzendorf (1137) 3. Oldendorf (Luhe) (1001) 4. Rehlingen (758) 5. Soderstorf (1427) - 2. Samtgemeinde Bardowick (17817) 1. Bardowick, Flecken * (7015) 2. Barum (2025) 3. Handorf (2097) 4. Mechtersen (700) 5. Radbruch (2208) 6. Vögelsen (2293) 7. Wittorf (1479) - 3. Samtgemeinde Dahlenburg (6171) 1. Boitze (385) 2. Dahlem (628) 3. Dahlenburg, Flecken * (3315) 4. Nahrendorf (1244) 5. Tosterglope (599) - 4. Samtgemeinde Gellersen (14090) 1. Kirchgellersen (2551) 2. Reppenstedt * (7581) 3. Südergellersen (1781) 4. Westergellersen (2177) | - 5. Samtgemeinde Ilmenau (10535) 1. Barnstedt (732) 2. Deutsch Evern (3721) 3. Embsen (2747) 4. Melbeck * (3335) - 6. Samtgemeinde Ostheide (10291) 1. Barendorf * (2459) 2. Neetze (2629) 3. Reinstorf (1287) 4. Thomasburg (1368) 5. Vastorf (808) 6. Wendisch Evern (1740) - 7. Samtgemeinde Scharnebeck (15548) 1. Artlenburg, Flecken (1674) 2. Brietlingen (3498) 3. Echem (1032) 4. Hittbergen (896) 5. Hohnstorf (2396) 6. Lüdersburg (634) 7. Rullstorf (1911) 8. Scharnebeck * (3507) |